# Module Builder

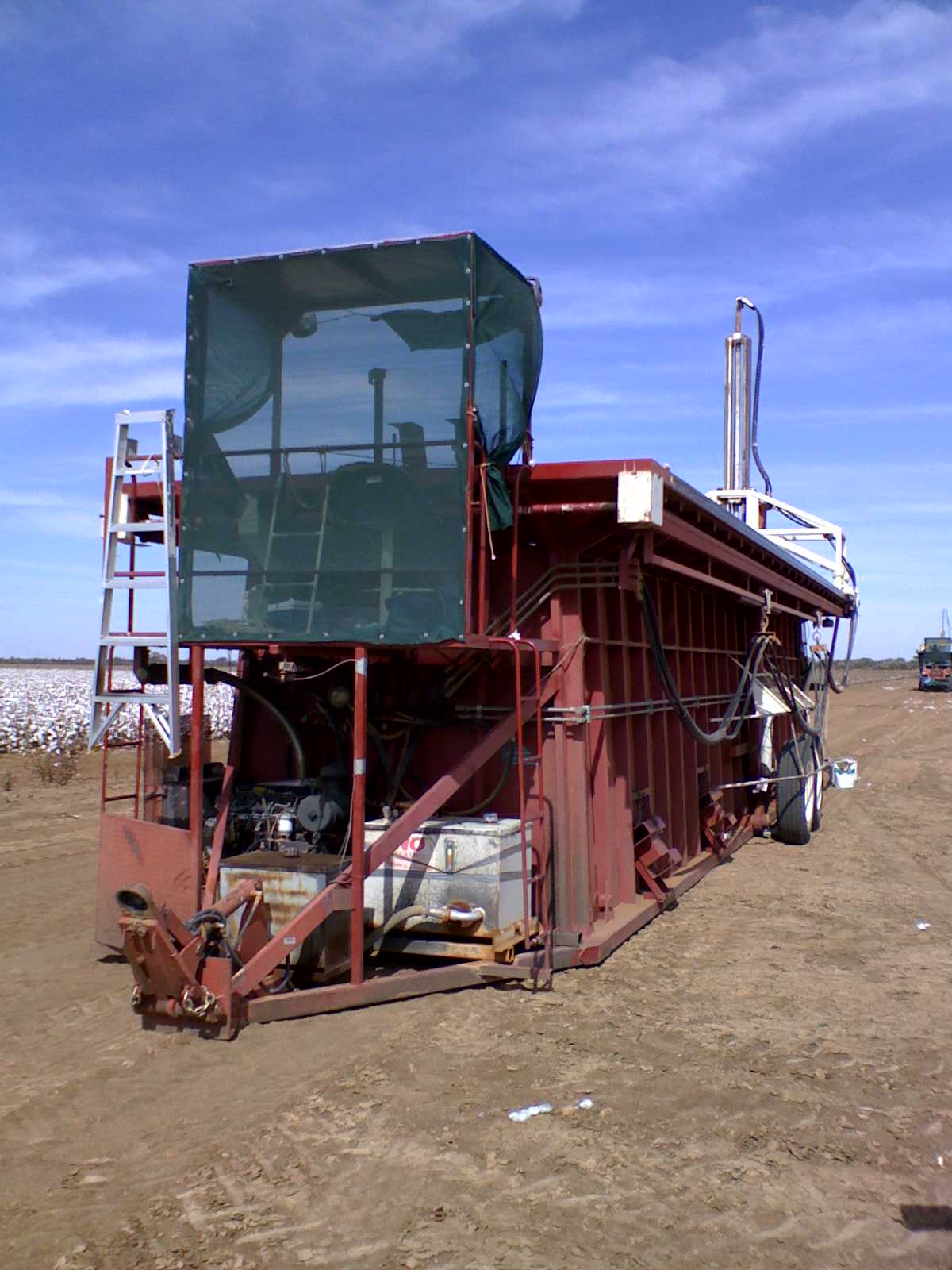
Ein Module Builder

Ein Module-Builder oder Cotton-Module-Builder (engl. Baumwollmodulfertiger) ist ein landwirtschaftliches Gerät zur Komprimierung von maschinell geernteter Baumwolle, meist in Form eines Anhängers. Somit kann die Baumwolle platzsparend und mit geringen Verlusten transportiert sowie ohne Verluste an Qualität und Menge auf dem Feld gelagert werden.

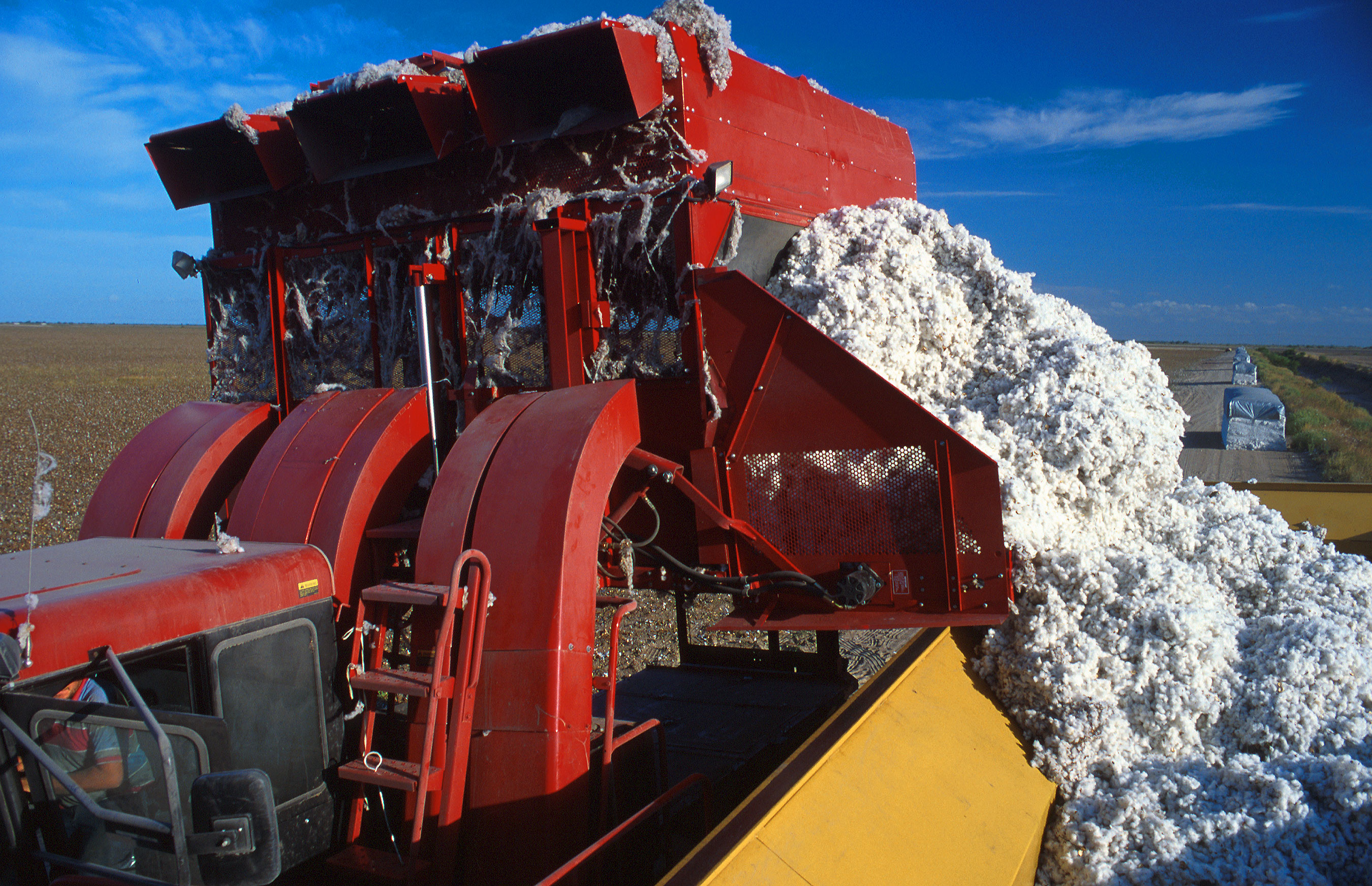
Überladen der Baumwolle in den Module-Builder. Im Hintergrund sind weitere Module zu sehen.

## Geschichte
Um den logistischen Engpass zwischen der Baumwollernte und dem Transport zur Weiterverarbeitung zu schließen, wurde in den USA der Cotton-Module-Builder entwickelt. 1971 begann die Entwicklung der ersten Prototypen durch die Texas A&M University unter Leitung von Professor Lambert Wilkes. Dieses Projekt wurde von Cotton Incorporated, einer Organisation amerikanischer Baumwollproduzenten mitgetragen.
Seit 1972 sind Module-Builder im Einsatz, in den USA wird heute mehr als 90 % der geernteten Baumwolle in Module-Buildern verdichtet.
Auch in anderen Ländern, in denen Baumwolle maschinell geerntet wird, haben sich die Modul-Builder etabliert.

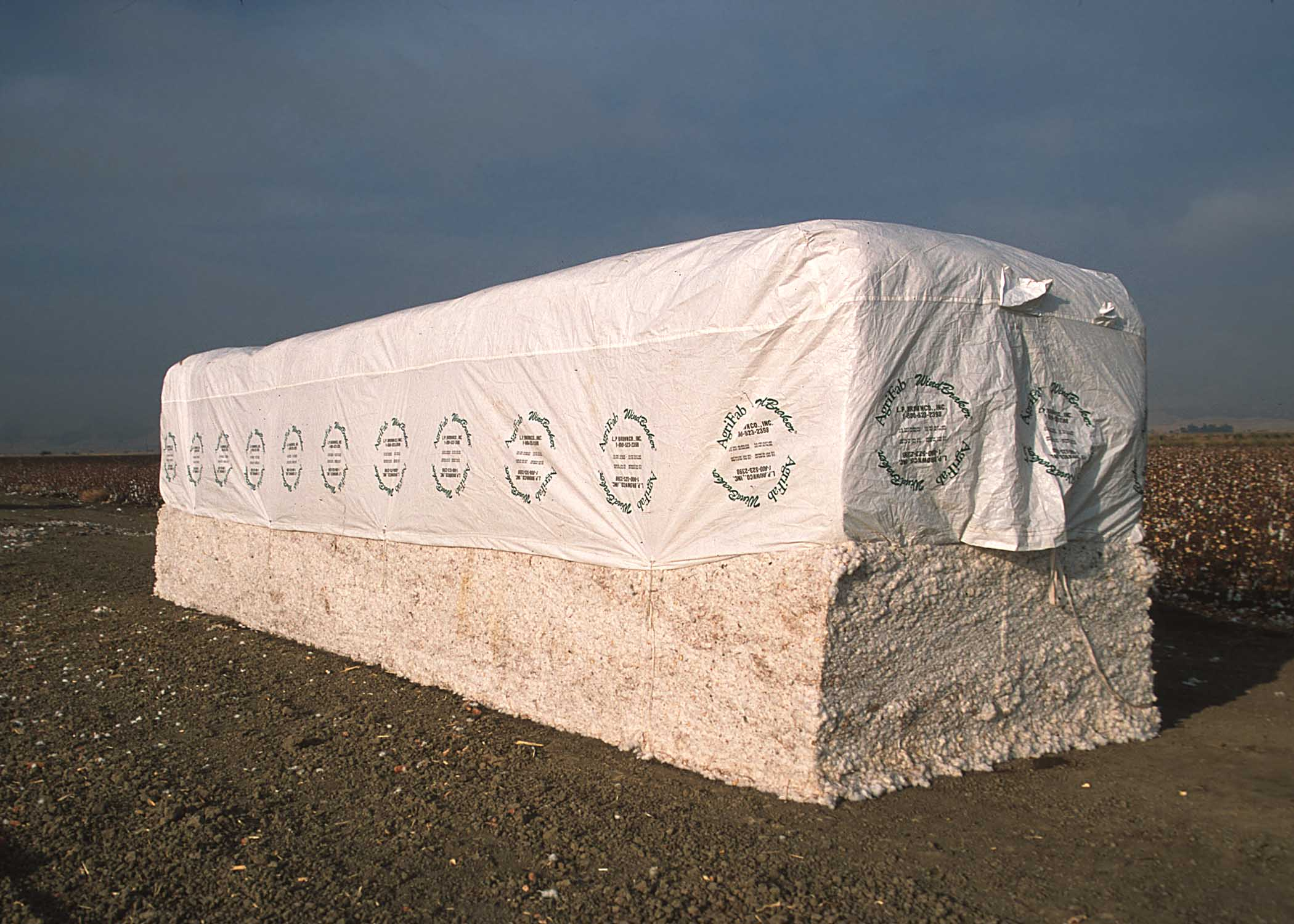
Ein Baumwollmodul im Feld

Der Dachverband der Agraringenieure in den USA, die American Society of Agricultural and Biological Engineers (ASABE), hat den Modul-Builder als eine der drei wichtigsten Innovationen in der Mechanisierung des Baumwollanbaus gewürdigt.

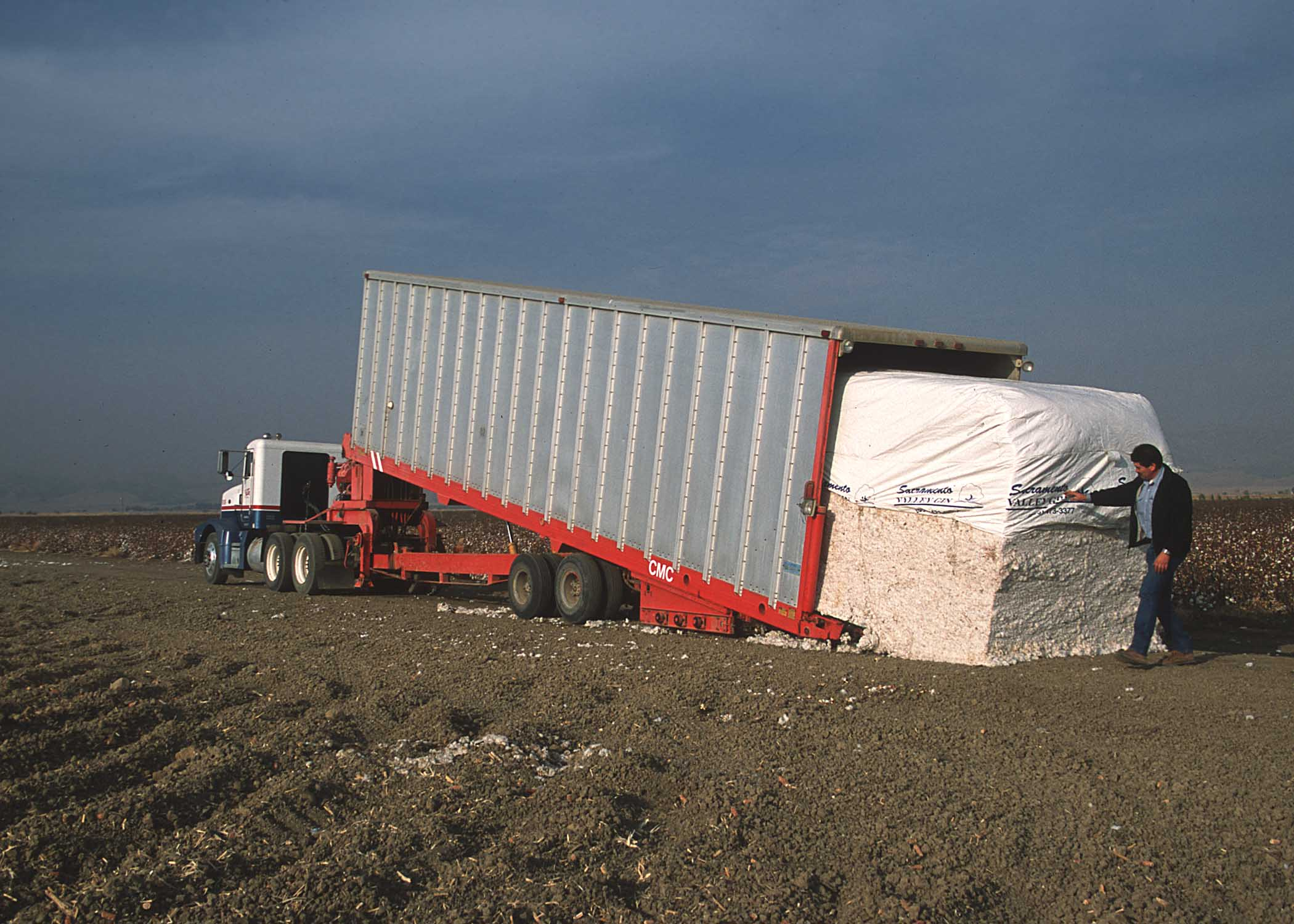
Abtransport der Baumwolle

## Funktion
Ein Module Builder ist ein großer Anhänger, der mit einem Traktor bewegt und angetrieben aber stationär eingesetzt wird. Beim Betrieb des Gerätes werden die Räder hydraulisch eingezogen. Ein Module-Builder ist etwa neun Meter lang, vier Meter hoch und drei Meter breit. Er funktioniert im Wesentlichen nach dem Prinzip einer Müllpresse. Die Baumwollernter kippen die lose Rohbaumwolle in den oben offenen Anhänger, dabei versucht man eine möglich gleichmäßige Verteilung zu erreichen. Nach dem Abladen wird ein hydraulischer Stempel mit hohem Druck auf und ab bewegt, der sich entlang der Seitenwände nach vorn und nach hinten bewegt, um die Baumwolle gleichmäßig zusammenzupressen. Dieser Vorgang wird nach jedem Ladevorgang wiederholt, bis ein Modul fertig ist und durch die Hecktür entladen wird. Der Module-Builder wird mit dem Traktor versetzt, um an einer anderen Stelle ein neues Modul anzufertigen. Das Gewicht eines Moduls beträgt etwa 10 Tonnen.